# Área de conservación silvestre de Minami-Iōtō
El área de conservación silvestre de Minami-Iōtō (南硫黄島原生自然環境保全地域 Minami-Iōtō Gensei Shizen Kankyō Hozen Chiiki?) es una zona de conservación de la vida silvestre y el medio ambiente(d) establecida por la ley japonesa de conservación del medio ambiente(d) (designada el 17 de mayo de 1958). Debido a que la influencia humana sobre Minami (Ogasawara (Tokio)) hasta ahora ha sido escasa, el territorio y la naturaleza del lugar se mantuvo virgen, y para su preservación, la reserva es de acceso restringido.

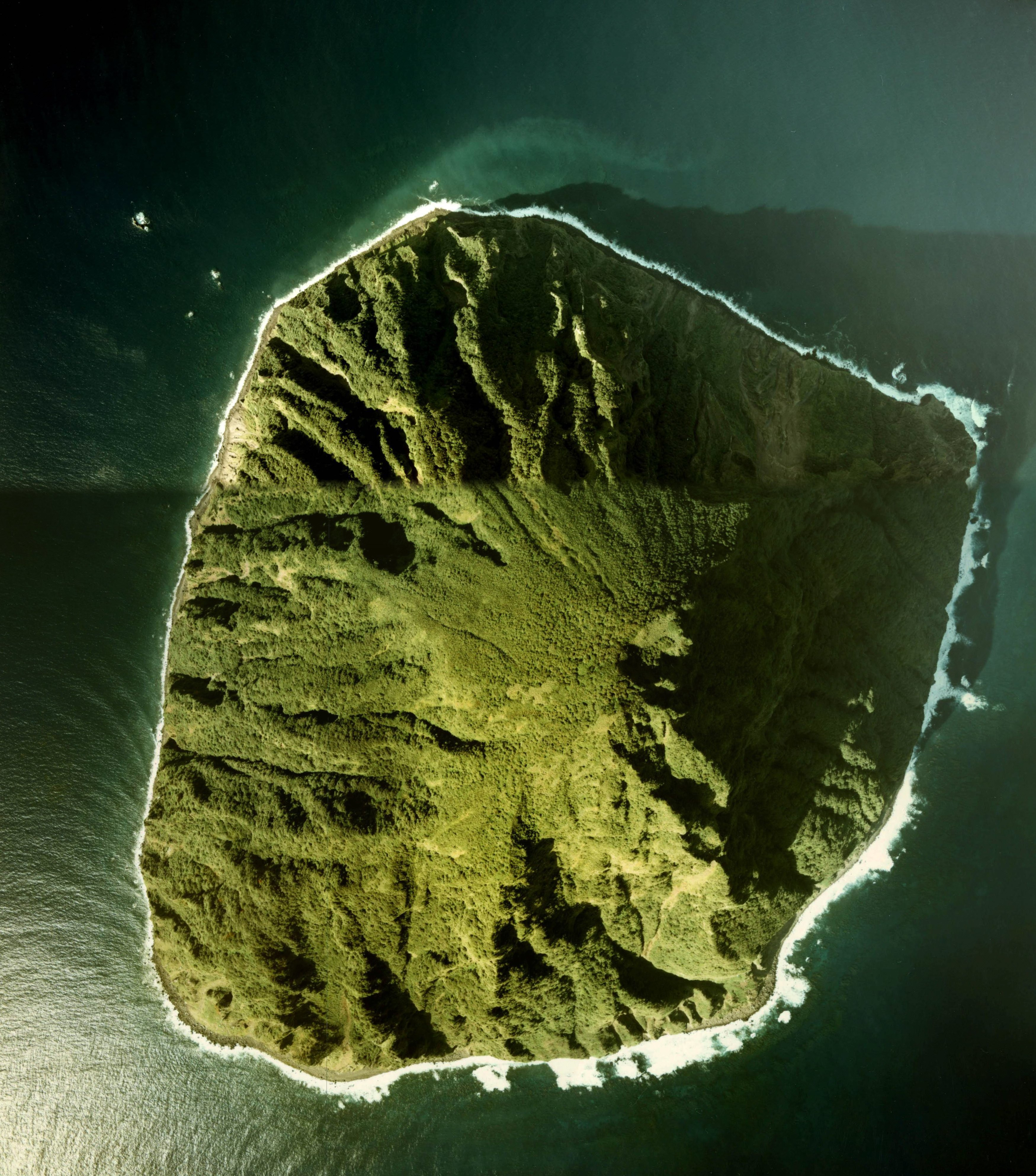
Fotografía aérea de Minami-Iōtō.

## Posición de Minami-Iōtō
Minami-Iōtō se encuentra a unos 1300 kilómetros al sursureste de Tokio, 24 grados 13,7 minutos de latitud norte, 141 grados 27,7 minutos de longitud este.